# Liste des œuvres de Darius Milhaud

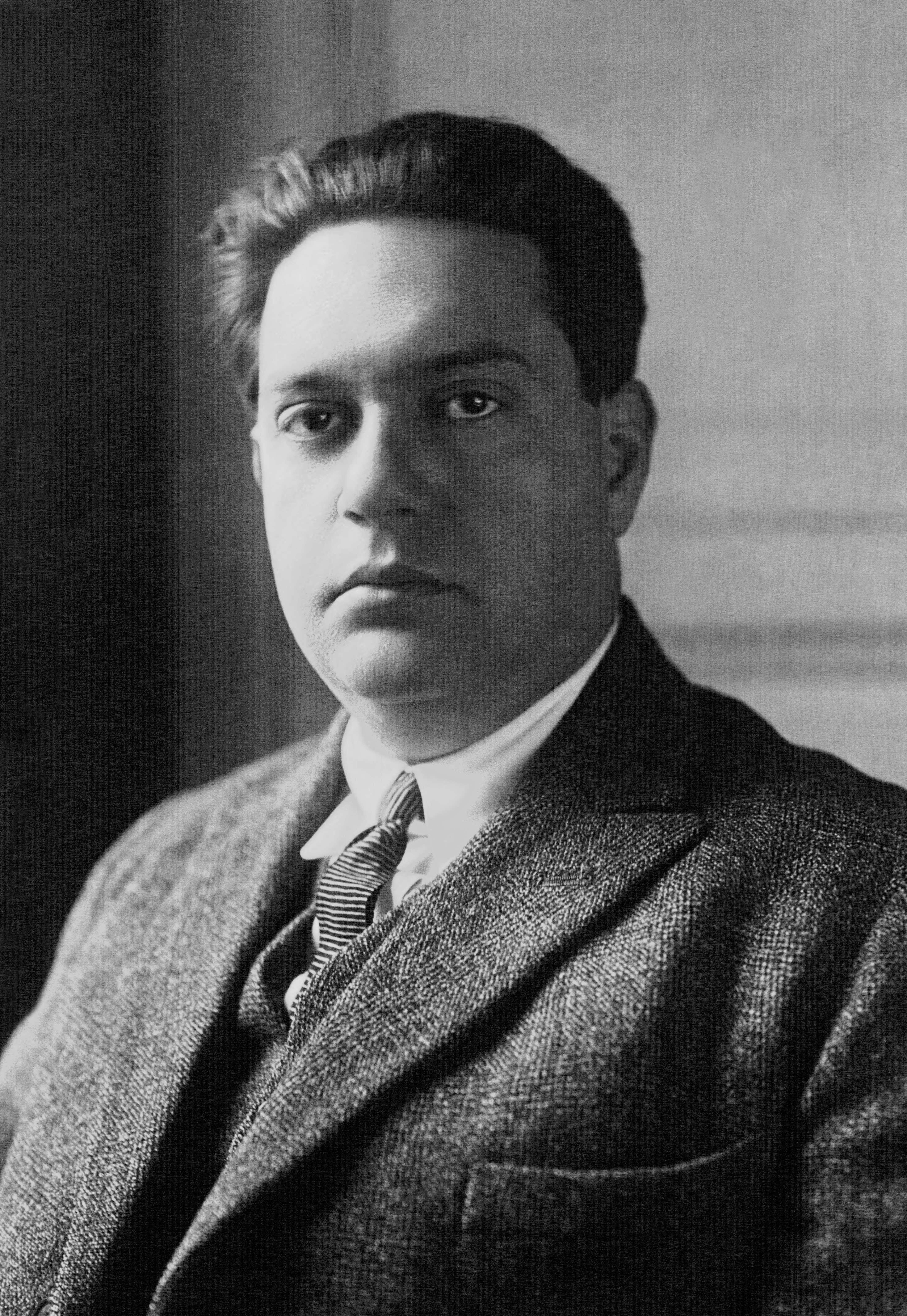
Darius Milhaud en 1923.

Cette liste regroupe toutes les œuvres de Darius Milhaud (1892-1974).

## Tableau des œuvres
| Légende                                                             |
| Musique symphonique (symphonies, concertos)                         |
| Musique de chambre                                                  |
| Musique pour piano ou autres instruments solos                      |
| Musique lyrique (opéra, ballet, théâtre, radio)                     |
| Musique de film (ou de télévision)                                  |
| Mélodies (pour voix seule ou duos)                                  |
| Musique chorale, cantates profanes (quatuor, ensemble vocal, chœur) |
| Musique sacrée                                                      |

| no d'opus   | Titre                                                                          | Genre / Source littéraire | Effectif                                                              | Date de composition ou de création |
| ----------- | ------------------------------------------------------------------------------ | --- | --------------------------------------------------------------------- | ---------------------------------- |
| 4           | La Brebis égarée                                                               | Livret de Francis Jammes |                                                                       | 1910-1914                          |
| 41          | Les Euménides                                                                  | Troisième volet de la trilogie Orestie ; livret de Paul Claudel d'après Eschyle |                                                                       | 1917-1923                          |
| 85          | Les Malheurs d'Orphée                                                          | Livret d'Armand Lunel |                                                                       | 1925                               |
| 89          | Esther de Carpentras                                                           | Livret d'Armand Lunel |                                                                       | 1925-1926                          |
| 92          | Le Pauvre Matelot                                                              | Livret de Jean Cocteau |                                                                       | 1926                               |
| 94          | L'Enlèvement d'Europe                                                          | Opéra-minute no 1 ; livret de Henri Hoppenot |                                                                       | 1927                               |
| 98          | L'Abandon d'Ariane                                                             | Opéra-minute no 2 ; livret de Henri Hoppenot |                                                                       | 1927                               |
| 99          | La Délivrance de Thésée                                                        | Opéra-minute no 3 ; livret de Henri Hoppenot |                                                                       | 1927                               |
| 102         | Christophe Colomb                                                              | Livret de Paul Claudel |                                                                       | 1928                               |
| 110         | Maximilien                                                                     | Livret de R.S. Hoffman d'après Franz Werfel |                                                                       | 1930                               |
| 191         | Médée                                                                          | Livret de Madeleine Milhaud |                                                                       | 1938                               |
| 236         | Bolivar                                                                        | Livret de Madeleine Milhaud d'après Jules Supervielle |                                                                       | 1943                               |
| 320         | David                                                                          | Livret d'Armand Lunel |                                                                       | 1952-1953                          |
| 370         | Fiesta                                                                         | Livret de Boris Vian |                                                                       | 1958                               |
| 412         | La Mère coupable                                                               | Livret de Madeleine Milhaud d'après Beaumarchais |                                                                       | 1964-1965                          |
| 434         | Saint Louis, roi de France                                                     | Livret de Paul Claudel et Henri Daublier |                                                                       | 1970                               |
| 48          | L'Homme et son désir, "poème plastique"                                        | ballet ; argument de Paul Claudel | 4 voix (sans paroles), 12 instruments et 15 percussions               | 1918                               |
| 58          | Le Bœuf sur le toit                                                            | ballet ; argument de Jean Cocteau | Orchestre                                                             | 1919                               |
| 70          | Les Mariés de la tour Eiffel                                                   | Deux pièces pour un ballet collectif de Jean Cocteau : Marche nuptiale et Fugue du massacre                                                                                              | Orchestre                                                             | 1921                               |
| 81          | La Création du monde                                                           | ballet ; argument de Blaise Cendrars | Petit orchestre                                                       | 1923                               |
| 83          | Salade                                                                         | ballet ; argument d'Albert Flament | Voix et orchestre                                                     | 1924                               |
| 84          | Le Train bleu                                                                  | ballet de Jean Cocteau | Orchestre                                                             | 1924                               |
| 95          | L'Éventail de Jeanne                                                           | Polka pour un ballet collectif d'Alice Bourgat et Yvonne Franck | Orchestre                                                             | 1927                               |
| 101         | La Bien-aimée                                                                  | ballet ; argument d'Alexandre Benois | Pleyela (piano) et orchestre                                          | 1928                               |
| 124         | Les Songes                                                                     | ballet ; argument d'André Derain | Orchestre                                                             | 1933                               |
| 152d        | Moyen âge fleuri                                                               | ballet d'après la Suite provençale, op.152 | Orchestre                                                             | 1936                               |
| 219         | Moïse                                                                          | ballet | Orchestre                                                             | 1940                               |
| 243b        | Jeux de printemps                                                              | ballet d'après Jeux de printemps, op.243 | Orchestre                                                             | 1944                               |
| 254         | Introduction, Marche, Fête de la Victoire                                      | ballet d'après la Suite française, op.248 | Orchestre                                                             | 1955                               |
| 259         | Les Cloches                                                                    | ballet ; argument d'après Edgar Allan Poe | Orchestre                                                             | 1946                               |
| 283         | Adame Miroir                                                                   | ballet ; argument de Jean Genet | 16 instruments solistes                                               | 1948                               |
| 298b        | La Cueillette des citrons                                                      | ballet | Orchestre                                                             | 1949-1950                          |
| 317         | Vendanges                                                                      | ballet ; argument de Philippe de Rothschild | Orchestre                                                             | 1952                               |
| 367         | La Rose des vents                                                              | ballet ; argument d'Albert Vidalie | Voix et orchestre                                                     | 1957                               |
| 374         | La Branche des oiseaux                                                         | ballet ; argument d'André Chamson | Orchestre                                                             | 1958-1959                          |
| 17          | Protée                                                                         | Drame satirique de Paul Claudel (pour la 2e version, voir op.341) | Chœur mixte et orchestre                                              | 1913-1919                          |
| Sans opus   | L'Ours et la Lune                                                              | Farce pour spectacle de marionnettes de Paul Claudel | 3 voix parlées et batterie                                            | 1918                               |
| 117         | L'Annonce faite à Marie                                                        | Pièce de Paul Claudel (2e version, op.231a) | 4 voix et orchestre de chambre                                        | 1932                               |
| 120         | Le Château des papes                                                           | Pièce d'André de Richaud | Orchestre                                                             | 1932                               |
| 131         | Se plaire sur une même fleur                                                   | Ritournelle et 6 chansons de Moreno, traduction de Casa Fuerte | Voix et piano                                                         | 1934                               |
| 139         | Le Cycle de la Création                                                        | Pièce de Don Sturzo | Voix, chœur et orchestre                                              | 1934                               |
| 145         | Le Faiseur                                                                     | Pièce d'Honoré de Balzac adaptée par Simone Jolivet | Flûte, clarinette, saxophone et batterie                              | 1935                               |
| 148         | Bolivar                                                                        | Pièce de Jules Supervielle | Voix, chœur et orchestre de chambre                                   | 1935-36                            |
| 149         | La Folle du ciel                                                               | Pièce de Henri-René Lenormand | Voix, harpe et ondes sonores                                          | 1936                               |
| 151         | Tu ne m'échapperas jamais                                                      | Pièce de Margaret Kennedy | Voix et orchestre                                                     | 1936                               |
| 152         | Bertrand de Born                                                               | Pièce de Jean Valmy-Baisse | Solistes, chœur et orchestre                                          | 1936                               |
| 152e        | Le Trompeur de Séville                                                         | Pièce d'André Obey | 2 trompettes, 3 trombones, tuba et batterie                           | 1937                               |
| 153         | Quatorze Juillet                                                               | Spectacle collectif de Romain Rolland | Orchestre d'harmonie                                                  | 1936                               |
| 154         | Le Conquérant                                                                  | Pièce de Jean Mistler | Orchestre de chambre                                                  | 1936                               |
| 156         | Amal et la Lettre du roi                                                       | Pièce de Rabindranath Tagore, traduite de l'anglais par André Gide | Piano, violon et clarinette                                           | 1936                               |
| 157         | Le Voyageur sans bagages                                                       | Pièce de Jean Anouilh | Piano, violon et clarinette                                           | 1936                               |
| 158         | Jules César                                                                    | Pièce de Shakespeare, traduite par Simone Jolivet | Flûte, clarinette (ou saxophone), trompette, tuba et batterie         | 1936                               |
| 160         | La Duchesse d'Amalfi                                                           | Pièce de John Webster, traduite par Henri Fluchère | Hautbois, clarinette et basson                                        | 1937                               |
| 161         | Roméo et Juliette                                                              | Pièce de Shakespeare traduite par Pierre-Jean Jouve | Hautbois, clarinette et basson                                        | 1937                               |
| 163         | Liberté                                                                        | Spectacle collectif (Ouverture et Interlude) | Orchestre                                                             | 1937                               |
| 165         | Le Médecin volant                                                              | Pièce de Molière, adaptée par Charles Vildrac | Piano et clarinette (ou saxophone)                                    | 1937                               |
| 171         | L'Opéra du gueux                                                               | Opéra-ballade en 3 actes et un prologue d'après John Gay (The Beggar's Opera), adaptation de Henri Fluchère                                                                              |                                                                       | 1937                               |
| 173         | Naissance d'une cité                                                           | Deux chansons (Chanson du capitaine et Java de la femme) pour une pièce de Jean-Richard Bloch                                                                                            | Voix et piano (ou orchestre)                                          | 1937                               |
| 175         | Macbeth                                                                        | Pièce de Shakespeare | Flûte, clarinette, basson, trompette, batterie, violon et contrebasse | 1937                               |
| 177         | Hécube                                                                         | Pièce d'Euripide, adaptée par André de Richaud | Flûte, clarinette, basson, trompette et batterie                      | 1937                               |
| 186         | Plutus                                                                         | Pièce d'Aristophane adaptée par Simone Jolivet | Chant et orchestre                                                    | 1938                               |
| 190         | Tricolore                                                                      | Pièce de Pierre Lestringuez |                                                                       | 1938                               |
| 192         | Le Bal des voleurs                                                             | Pièce de Jean Anouilh | Clarinette et saxophone                                               | 1938                               |
| 193         | La Première Famille                                                            | Pièce de Jules Supervielle | Voix et piano                                                         | 1938                               |
| 200         | Hamlet                                                                         | Pièce de Jules Laforgue |                                                                       | 1939                               |
| 215         | Un petit ange de rien du tout                                                  | Pièce de C. A. Puget |                                                                       | 1940                               |
| 231a        | L'Annonce faite à Marie, 2e version                                            | Pièce de Paul Claudel (1re version, op.117) | 4 voix et orchestre de chambre                                        | 1942                               |
| 264         | Lidoire                                                                        | Pièce de Georges Courteline (Prélude et Postlude) |                                                                       | 1946                               |
| 280         | La Maison de Bernarda Alba                                                     | Pièce de Federico Garcia Lorca |                                                                       | 1937                               |
| 285         | Shéhérazade                                                                    | Pièce de Jules Supervielle |                                                                       | 1948                               |
| 288         | Le Jeu de Robin et Marion                                                      | Librement adapté d'Adam de la Halle | Voix, flûte, clarinette, sax, violon et violoncelle                   | 1948                               |
| 306         | Le Conte d'hiver                                                               | Pièce de Shakespeare, traduite par C. A. Puget (Prélude, Chansons et Danses) |                                                                       | 1950                               |
| 318         | Christophe Colomb                                                              | Pièce de Paul Claudel | chœur et orchestre                                                    | 1952                               |
| 334         | Saül                                                                           | Pièce d'André Gide |                                                                       | 1954                               |
| 341         | Protée                                                                         | Drame satirique de Paul Claudel (pour la 1re version, voir op.17) | 4 voix moyennes, flûte, basson, violon, violoncelle                   | 1955                               |
| 349         | Juanito, le séducteur ingénu                                                   | Pièce de Pierre Humblot |                                                                       | 1955                               |
| 379         | Mother Courage                                                                 | Pièce de Bertolt Brecht, traduction anglaise de R. Bentley |                                                                       | 1959                               |
| 392         | Judith                                                                         | Pièce de Jean Giraudoux |                                                                       | 1961                               |
| 419         | Jérusalem à Carpentras                                                         | Pièce d'Armand Lunel |                                                                       | 1966                               |
| 426         | L'Histoire de Tobie et de Sara (2 versions)                                    | Pièce de Paul Claudel |                                                                       | 1967                               |
| 104         | Actualités                                                                     | A l'exposition / Aviateurs reçus officiellement / Kangourou boxeur / Application industrielle de l'eau / Un attentat sur la voie ferrée / Le Derby                                       |                                                                       | 1928                               |
| 107         | La P'tite Lili                                                                 | Film de Alberto Cavalcanti | Voix et orchestre                                                     | 1929                               |
| 126         | Hallo everybody                                                                | Film de Hans Richter | Orchestre                                                             | 1933                               |
| 128         | Madame Bovary                                                                  | Film de Jean Renoir d'après Gustave Flaubert | Voix et orchestre                                                     | 1934                               |
| 137         | L'Hippocampe                                                                   | Film de Jean Painlevé | Orchestre de chambre                                                  | 1934                               |
| 138         | Tartarin de Tarascon                                                           | Film de Raymond Bernard d'après Alphonse Daudet | Orchestre                                                             | 1934                               |
| 146         | Voyages d'enfants                                                              | Film de Reynaud de la Manécanterie |                                                                       | 1935                               |
| 150         | The Beloved Vagabond                                                           | Film de Curtis Bernhardt | Voix et orchestre                                                     | 1936                               |
| 174         | Mollenard                                                                      | Film de Robert Siodmak d'après Oscar-Paul Gilbert | Orchestre                                                             | 1937                               |
| 176         | La Citadelle du silence                                                        | Film de Marcel L'Herbier ; en collaboration avec Arthur Honegger | Orchestre de chambre                                                  | 1937                               |
| 182         | Grands Feux                                                                    | Film d'Alexandre Alexeieff |                                                                       | 1937                               |
| 184 ?       | La Conquête du ciel                                                            | Film de Hans Richter |                                                                       |                                    |
| 196         | Les Otages                                                                     | Film de Raymond Bernard | Orchestre                                                             | 1938                               |
| 187         | La Tragédie impériale (Raspoutine)                                             | Film de Marcel L'Herbier | Orchestre                                                             | 1938                               |
| Sans opus ? | Entente cordiale                                                               | Film de Marcel L'Herbier |                                                                       | 1939                               |
| 198         | Islands                                                                        | Film de Alberto Cavalcanti |                                                                       | 1939                               |
| 202         | Espoir, sierra de Teruel                                                       | Film d'André Malraux | Orchestre                                                             | 1939                               |
| 204         | Cavalcade d'amour                                                              | Film de Raymond Bernard ; en collaboration avec Roger Désormière Arthur Honegger | Orchestre                                                             | 1939                               |
| 208         | Gulf Stream                                                                    | Film d'Alexandre Alexeieff |                                                                       | 1939                               |
| 272         | The Private Affairs of Bel Ami                                                 | Film d'Albert Lewin d'après Guy de Maupassant | Orchestre                                                             | 1946                               |
| 273         | Rêves à vendre                                                                 | Film de Hans Richter (séquence Ruth, Roses and Revolvers) | Ensemble de chambre                                                   | 1947                               |
| 299         | Gauguin                                                                        | Film d'Alain Resnais | Ensemble de chambre                                                   | 1950                               |
| 304         | La vie commence demain                                                         | Film de Nicole Vedrès | Orchestre                                                             | 1950                               |
| 336         | Ils étaient tous des volontaires                                               | Documentaire pour le dixième anniversaire de la Libération |                                                                       | 1954                               |
| 364         | Celle qui n'était plus (Histoire d'une folle)                                  | Film d'Henri Colpi |                                                                       | 1957                               |
| 427         | Paul Claudel                                                                   | Film d'André Gillet |                                                                       | 1968                               |
| Sans opus   | Agamemnon                                                                      | Adaptation radiophonique d'après Eschyle |                                                                       | 1938                               |
| 203         | Voyage au pays du rêve                                                         | Adaptation radiophonique d'après Ravenne |                                                                       | 1939                               |
| 282         | Le Grand Testament                                                             | D'après N. Franck |                                                                       | 1948                               |
| 297         | La Fin du monde                                                                | Adaptation radiophonique d'après Blaise Cendrars |                                                                       | 1949                               |
| 301         | Le Repos du septième jour                                                      | Adaptation radiophonique d'après Paul Claudel |                                                                       | 1950                               |
| 321         | Samaël                                                                         | Adaptation radiophonique daprès André Spire |                                                                       | 1953                               |
| 328         | Le Dibbouk                                                                     | Adaptation radiophonique d'après Shalom Anski | chœur d'hommes et instruments à vent                                  | 1963                               |
| 333         | Étude poétique                                                                 | Montage musical radiophonique sur un texte de Claude Roy |                                                                       | 1954                               |
| 372         | Peron et Evita                                                                 | Documentaire télévisé |                                                                       | 1958                               |
| 375         | Burma Road                                                                     | Documentaire télévisé |                                                                       | 1959                               |
| Sans opus   | La Rivière endormie                                                            | Montage électroacoustique sur un texte de Claude Roy |                                                                       | 1954                               |
| 43          | Symphonie de chambre no 1 « Le Printemps »                                     | Allant / Chantant / Et vif! | Orchestre de chambre                                                  | 1918                               |
| 49          | Symphonie de chambre no 2 « Pastorale »                                        | Joyeux / Calme / Joyeux | Orchestre de chambre                                                  | 1921                               |
| 71          | Symphonie de chambre no 3 « Sérénade »                                         | Vivement / Calme / Rondement | Orchestre de chambre                                                  | 1921                               |
| 74          | Symphonie de chambre no 4                                                      | Ouverture (Animé) / Choral (Assez lent) / Étude | Dixtuor à cordes                                                      | 1921                               |
| 75          | Symphonie de chambre no 5                                                      | Rude / Lent / Violent | Dixtuor d'instruments à vent                                          | 1922                               |
| 79          | Symphonie de chambre no 6                                                      | Calme et doux / Souple et vif / Lent et très expressif | Quatuor vocal, hautbois et violoncelle                                | 1923                               |
| 210         | Symphonie no 1                                                                 | Pastoral / Très vif / Très modéré / Animé | Orchestre                                                             | 1939                               |
| 247         | Symphonie no 2                                                                 | Paisible / Douloureux / Avec sincérité / Alleluia | Orchestre                                                             | 1944                               |
| 271         | Symphonie no 3 « Te Deum »                                                     | Fièrement / Très recueilli / Pastorale / Te Deum (Hymnis Ambrosianus) | Orchestre et chœur mixte                                              | 1946                               |
| 281         | Symphonie no 4 (à l'occasion du Centenaire de la Révolution française de 1848) | L'insurrection / Les morts de la République / Les joies paisibles de la Liberté retrouvée / Commémoration 1948                                                                           | Orchestre                                                             | 1947                               |
| 322         | Symphonie no 5                                                                 | Vif et cinglant / Lent et tendre / Clair et léger / Alerte et rude | Orchestre                                                             | 1953                               |
| 343         | Symphonie no 6                                                                 | Calme et tendre / Tumultueux / Lent et doux / Vif et joyeux | Orchestre                                                             | 1955                               |
| 344         | Symphonie no 7                                                                 | Animé / Grave / Vif | Orchestre                                                             | 1955                               |
| 362         | Symphonie no 8 en ré majeur « Rhodanienne »                                    | Avec mystère et violence / Avec sérénité et nonchalance / Avec emportement / Rapide et majestueux                                                                                        | Orchestre                                                             | 1957                               |
| 380         | Symphonie no 9                                                                 | Modérément animé (pastoral) / Long et sombre / Alerte et vigoureux | Orchestre                                                             | 1959                               |
| 382         | Symphonie no 10                                                                | Décidé / Expressif / Fantasque / Emporté | Orchestre                                                             | 1960                               |
| 384         | Symphonie no 11 « Romantique »                                                 | Intense / Méditatif / Emporté | Orchestre                                                             | 1960                               |
| 390         | Symphonie no 12 « Rurale »                                                     | Pastoral / Vif et gai / Paisible / Lumineux | Orchestre                                                             | 1962                               |
| 58b         | Cinéma-fantaisie d'après Le Bœuf sur le toit                                   | | Violon et orchestre (ou piano)                                        | 1919                               |
| 61          | Ballade                                                                        | | Piano et orchestre                                                    | 1920                               |
| 63          | Cinq Études                                                                    | Vif / Doucement / Fugues (Vif et rythmé) / Sombre / Romantique (Très animé) | Piano et orchestre                                                    | 1920                               |
| 83b         | Le Carnaval d'Aix                                                              | Fantaisie pour piano et orchestre | Piano et orchestre                                                    | 1926                               |
| 93          | Concerto pour violon no 1                                                      | Prélude / Romance / Final | Violon et orchestre                                                   | 1927                               |
| 108         | Concerto pour alto no 1 (2 versions)                                           | Animé / Lent / Souple et animé / Vif | Alto et orchestre                                                     | 1929                               |
| 109         | Concerto pour batterie                                                         | | Percussion et petit orchestre                                         | 1929                               |
| 127         | Concerto pour piano no 1                                                       | Très vif / Mouvement de barcarolle / Final (Animé) | Piano et orchestre                                                    | 1933                               |
| 135         | Concertino de printemps                                                        | | Violon et orchestre de chambre                                        | 1934                               |
| 136         | Concerto pour violoncelle no 1                                                 | Nonchalant / Grave / Joyeux | Violoncelle et orchestre                                              | 1934                               |
| 165c        | Scaramouche, suite                                                             | Vif / Modéré / Braziliéra | Saxophone et orchestre                                                | 1939                               |
| 165d        | Scaramouche, suite                                                             | Vif / Modéré / Braziliéra | Clarinette et orchestre                                               | 1941                               |
| 188         | Fantaisie pastorale                                                            | | Piano et orchestre                                                    | 1938                               |
| 197         | Concerto pour flûte et violon                                                  | | Flûte, violon et orchestre                                            | 1938                               |
| 225         | Concerto pour piano no 2                                                       | Animé / Romance / Bien modérément animé | Piano et orchestre                                                    | 1941                               |
| 228         | Concerto pour deux pianos no 1                                                 | Animé / Funèbre / Vif / Précis | 2 pianos et orchestre                                                 | 1941                               |
| 230         | Concerto pour clarinette                                                       | Animé / Très décidé / Lent / Final (Animé) | Clarinette et orchestre                                               | 1941                               |
| 234         | Suite anglaise                                                                 | Gigue / Sailor's Song / Hornpipe | Harmonica (ou violon) et orchestre                                    | 1942                               |
| 242         | Air                                                                            | Transcription de la Sonate pour alto et piano (Opus americanum no 26) | Alto et orchestre                                                     | 1944                               |
| 255         | Concerto pour violoncelle no 2                                                 | Gai / Tendre / Alerte | Violoncelle et orchestre                                              | 1945                               |
| 263         | Concerto pour violon no 2                                                      | Dramatique / Lent et sombre / Emporté | Violon et orchestre                                                   | 1946                               |
| 270         | Concerto pour piano no 3                                                       | Alerte avec élégance / Lent / Avec esprit et vivacité | Piano et orchestre                                                    | 1946                               |
| 278         | Concerto pour marimba et vibraphone                                            | Animé / Lent / Vif | Percussion (marimba et vibraphone) et orchestre                       | 1947                               |
| 278b        | Suite concertante                                                              | | Piano et orchestre                                                    | 1952                               |
| 295         | Concerto pour piano no 4                                                       | Animé / Très lent / Joyeux | Piano et orchestre                                                    | 1949                               |
| 300         | Suite pour deux pianos et orchestre                                            | Entrée / Nocturne / Java fuguée / Mouvement perpétuel / Final | 2 pianos et orchestre                                                 | 1950                               |
| 309         | Concertino d'automne                                                           | | 2 Pianos et 8 instruments                                             | 1951                               |
| 311         | Concertino d'été                                                               | | Alto et 9 instruments                                                 | 1950                               |
| 323         | Concerto pour harpe                                                            | Souple et modéré / Vif et clair / Lent / Animé | Harpe et orchestre                                                    | 1953                               |
| 327         | Concertino d'hiver                                                             | | Trombone et orchestre à cordes                                        | 1953                               |
| 332         | Suite cisalpine sur des airs piémontais                                        | Vif / Modéré / Très animé | Violoncelle et orchestre                                              | 1954                               |
| 340         | Concerto pour alto no 2                                                        | Avec entrain / Avec charme / Avec esprit / Avec gaieté | Alto et orchestre                                                     | 1954-55                            |
| 346         | Concerto pour piano no 5                                                       | Alerte / Nonchalant / Joyeux | Piano et orchestre                                                    | 1955                               |
| 365         | Concerto pour hautbois                                                         | Animé / Avec sérénité / Animé | Hautbois et orchestre                                                 | 1957                               |
| 373         | Concerto pour violon no 3 « Concert royal »                                    | Vif / Lent / Animé | Violon et orchestre                                                   | 1958                               |
| 376         | Symphonie concertante                                                          | Animé / Lent et dramatique / Clair et vif | Basson, cor, trompette, contrebasse et orchestre                      | 1959                               |
| 394         | Concerto pour deux pianos et quatre percussionnistes                           | Alerte / Tendre et ardent / Allègre | 6 instruments solistes                                                | 1961                               |
| 407         | Concerto pour clavecin et orchestre de chambre                                 | Alerte / Vif / Rondement / Lentement | Clavecin et petit orchestre                                           | 1964                               |
| 414         | Music for Boston                                                               | Animé / Lent / Cadence et final(Vif) | Violon et orchestre de chambre                                        | 1965                               |
| 430         | Stanford Serenade                                                              | Gaiement / Très lent et paisible / Vivement | Hautbois et 11 instruments                                            | 1969                               |
| 12          | Suite symphonique no 1 « La Brebis égarée »                                    | | Orchestre                                                             | 1913-14                            |
| 48b         | L'Homme et son désir, suite symphonique                                        | | Orchestre de chambre                                                  | 1918                               |
| 57          | Suite symphonique no 2, d'après « Protée »                                     | Ouverture / Prélude et fugue / Pastorale / Nocturne / Final | Orchestre                                                             | 1919                               |
| 62          | Sérénade                                                                       | Vif / Tranquille / Vif | Orchestre                                                             | 1920-21                            |
| 67b         | Saudades do Brasil, suite de danses                                            | Ouverture et 12 danses | Orchestre                                                             | 1920-1921                          |
| 84          | Le Train bleu, suite de ballet                                                 | Orchestration d'Henri Moutin |                                                                       | 1924                               |
| 110b        | Maximilien, suite tirée de l'opéra                                             | Mouvement de marche - 6 interludes | Orchestre                                                             | 1930 - rev. 1950                   |
| 128         | Madame Bovary, suite tirée de la musique de film                               | Orchestration de Stéphane Chapelier |                                                                       | 1933                               |
| 152c        | Suite provençale, d'après la pièce Bertrand de Born                            | Animé / Très modéré / Modéré / Vif / Modéré / Vif / Lent / Vif | Orchestre                                                             | 1936                               |
| 153b        | Introduction et marche funèbre                                                 | Extrait de la musique de la pièce Quatorze Juillet de Romain Rolland |                                                                       | 1936                               |
| 154b        | Fragments symphoniques d'après Le Conquérant                                   | |                                                                       | 1937                               |
| 202b        | Cortège funèbre                                                                | Extrait de la musique du film Espoir, sierra de Teruel | Orchestre                                                             | 1939                               |
| 220         | La Sultane de Couperin                                                         | Introduction et Allegro | Orchestre                                                             | 1940                               |
| 248b        | Suite française                                                                | | Orchestre                                                             | 1944                               |
| 249b        | Le Bal martiniquais                                                            | Opus americanum no 33 | Orchestre                                                             | 1945                               |
| 260         | Marches                                                                        | In memoriam / Gloria victoribus |                                                                       | 1945                               |
| 284b        | Paris, suite symphonique                                                       | | Orchestre                                                             | 1959                               |
| 287b        | Kentuckiana                                                                    | Divertissement sur 20 airs du Kentucky | Orchestre                                                             | 1948                               |
| 326         | Accueil amical                                                                 | Orchestration de Veyrier |                                                                       | 1944-48                            |
| 329         | Suite campagnarde                                                              | Paysage / Nocturne / Pastorale / Danse rustique | Orchestre                                                             | 1953                               |
| 330         | Ouverture méditerranéenne                                                      | | Orchestre                                                             | 1953                               |
| 353         | La Couronne de Marguerite                                                      | Valse en forme de rondo | Orchestre                                                             | 1956                               |
| 363         | Symphoniette                                                                   | Animé et vigoureux / Vif et léger / Décidé et joyeux | Orchestre à cordes                                                    | 1957                               |
| 385         | Les Funérailles de Phocion                                                     | Hommage à Nicolas Poussin | Orchestre                                                             | 1960                               |
| 387         | Aubade                                                                         | | Orchestre                                                             | 1960                               |
| 397         | Ouverture philharmonique                                                       | | Orchestre                                                             | 1962                               |
| 399         | A Frenchman in New York                                                        | Suite symphonique | Orchestre                                                             | 1962                               |
| 405         | Meurtre d'un grand chef d'état                                                 | A la mémoire de John F. Kennedy | Orchestre                                                             | 1963                               |
| 406         | Ode pour les morts des guerres                                                 | Déploration sur les populations civiles massacrées / Prière pour les morts en captivité et en déportation / Hymne funèbre pour les morts au champ d'honneur                              | Orchestre                                                             | 1963                               |
| 415         | Musique pour Prague, suite symphonique                                         | Animé / Lent / Vif | Orchestre                                                             | 1965                               |
| 418         | Musique pour l'Indiana, suite symphonique                                      | Robuste / Vif / Expressif / Violent et lyrique | Orchestre                                                             | 1966                               |
| 422         | Musique pour la Nouvelle-Orléans                                               | Large / Très lent et tendre / Vigoureux | Orchestre                                                             | 1966                               |
| 424         | Promenade-Concert                                                              | Animé / Modéré, subtil / Vif / Rondement | Orchestre                                                             | 1967                               |
| 427         | Musique pour l'univers claudélien                                              | Suite symphonique | Orchestre                                                             | 1968                               |
| 431         | Suite en sol                                                                   | Nonchalant et rêveur / Alerte et léger / Très expressif / Animé | Orchestre                                                             | 1961                               |
| 436         | Musique pour San Francisco                                                     | Souple et animé / Calme et vif / Vif | Orchestre et participation du public                                  | 1971                               |
| 440         | Ode pour Jérusalem                                                             | Fier et violent / Mouvement recueilli / Mouvement triomphant | Orchestre                                                             | 1972                               |
| 78          | Rag-caprices                                                                   | Sec et musclé / Romance: tendrement / Précis et nerveux | Orchestre de chambre                                                  | 1922                               |
| 172         | Le Carnaval de Londres                                                         | Suite sur les airs de "l'Opéra du Gueux" | Orchestre de chambre                                                  | 1937                               |
| 219b        | Moïse                                                                          | Opus americanum no 2 |                                                                       | 1940                               |
| 227b        | Quatre Esquisses                                                               | | Orchestre de chambre                                                  | 1941                               |
| 243         | Jeux de printemps                                                              | Alerte / Gai / Tranquille / Robuste / Nonchalant / Joyeux | Orchestre de chambre                                                  | 1944                               |
| 245b        | La Muse ménagère, suite                                                        | | Orchestre de chambre                                                  | 1944                               |
| 286         | L'Apothéose de Molière, suite                                                  | Tumulte dans l'Olympe précédant l'arrivée de Molière / Molière reçu par les Muses / Hommage de Lully et des violons du Roy / Molière accueilli par ses personnages / Allégresse générale | Orchestre de chambre                                                  | 1948                               |
| 358         | Le Globe-trotter, suite                                                        | |                                                                       | 1956                               |
| 360b        | Les Charmes de la vie (Hommage à Watteau)                                      | | Orchestre de chambre                                                  | 1957                               |
| 361         | Aspen-Sérénade                                                                 | Animé / Souple et printanier / Paisible / Energique / Nerveux et coloré | Orchestre de chambre                                                  | 1957                               |
| 389         | Concert de chambre                                                             | Modéré / Animé / Lent | Piano, quintette à cordes, quintette à vent                           | 1961                               |
| 420         | Musique pour Lisbonne                                                          | Modéré, tendre / Vif et gai / Modéré avec charme / Léger, fantasque / Vif et allègre | 2 hautbois, 2 cors et cordes                                          | 1966                               |
| 429         | Musique pour Graz                                                              | Gracieux / Rêveur / Animé / Zélé | 9 instruments                                                         | 1968                               |
| 432         | Musique pour Ars Nova                                                          | Animé / Vif / Lent / Rondeau | 13 instruments avec groupe aléatoire                                  | 1969                               |
| 152d        | Suite provençale                                                               | d'après la pièce Bertrand de Born | transcription pour orchestre d'harmonie                               | 1936                               |
| 153c        | Introduction et marche funèbre                                                 | Extrait de la musique de la pièce Quatorze Juillet de Romain Rolland | Orchestre d'harmonie                                                  | 1936                               |
| 227/3       | Sobre la Loma                                                                  | Esquisse no 3 | Orchestre d'harmonie                                                  | 1941                               |
| 235         | Fanfare de la Liberté                                                          | Commandée par Eugene Goossens | Orchestre d'harmonie                                                  | 1942                               |
| 248a        | Suite française                                                                | Normandie / Bretagne / Ile-de-France / Alsace-Lorraine / Provence | Orchestre d'harmonie                                                  | 1944                               |
| 260b        | Marches                                                                        | In memoriam / Gloria victoribus | Orchestre d'harmonie                                                  | 1945                               |
| 313         | West Point Suite                                                               | Introduction / Récitatif / Fanfare | Orchestre d'harmonie                                                  | 1951                               |
| 334b        | Musique de théâtre                                                             | D'après la musique de scène de Saül : Prélude et fugue / Triomphe / Interlude / Funèbre / Choral                                                                                         | Orchestre d'harmonie                                                  | 1970                               |
| 396         | Fanfare                                                                        | | Orchestre d'harmonie (11 cuivres)                                     | 1962                               |
| 8           | Suite                                                                          | | Piano                                                                 | 1913                               |
| Sans opus   | Mazurka                                                                        | Publiée dans l’Album des Six | Piano                                                                 | 1914                               |
| 25          | Le Printemps, volume 1                                                         | Suite en 3 mouvements | Piano                                                                 | 1915-19                            |
| 33          | Sonate no 1                                                                    | | Piano                                                                 | 1916                               |
| 58c         | Tango des Fratellini                                                           | Transcription extraite de Le Bœuf sur le toit par Henri Mouton | Piano                                                                 | 1919                               |
| 66          | Le Printemps, volume 2                                                         | Suite en 3 mouvements | Piano                                                                 | 1919-20                            |
| 67          | Saudades do Brasil                                                             | Suite de 12 danses pour piano (Sorocaba / Borofago / Leme / Copacabana / Ipanema / Gavea / Corcovado / Tijuca / Sumare / Paineras / Larenjeiras / Paysandu)                              | Piano                                                                 | 1920-21                            |
| 78          | Trois Rag-Caprices                                                             | Sec et musclé / Romance: tendrement / Précis et nerveux | Piano                                                                 | 1922                               |
| 85          | Polka                                                                          | Transcrit de L'Éventail de Jeanne | Piano                                                                 | 1927                               |
| 111         | Choral                                                                         | | Piano                                                                 | 1930                               |
| 115         | L'Automne                                                                      | Suite (Septembre / Alfama / Adieu) | Piano                                                                 | 1932                               |
| 128b        | L'Album de Madame Bovary                                                       | Suite tirée de la musique du film | Piano                                                                 | 1933                               |
| 128c        | Valses                                                                         | Trois valses tirées du film Madame Bovary | Piano                                                                 | 1933                               |
| 129         | Romances sans paroles                                                          | 4 pièces | Piano                                                                 | 1933                               |
| 162         | Tour de l'Exposition                                                           | Promenade (œuvre collective pour la Foire internationale de Paris) | Piano                                                                 | 1933                               |
| 222         | Pièces faciles                                                                 | Touches blanches / Touches noires | Piano                                                                 | 1941                               |
| 224         | Mills Fanfare (« La Fanfare du moulin »)                                       | Transcription |                                                                       | 1941                               |
| 227         | Esquisses                                                                      | Églogue / Madrigal / Sobre la Loma / Alameda | Piano                                                                 | 1941                               |
| Sans opus   | Choral (Hommage à Paderewski)                                                  | Pour une publication collective | Piano                                                                 | 1941                               |
| 236b        | La Libertadora                                                                 | Suite de danses pour l'opéra Bolivar | Piano                                                                 | 1943                               |
| 245         | La Muse ménagère                                                               | Suite de 15 pièces | Piano                                                                 | 1944                               |
| 269         | Une journée                                                                    | Suite pour piano pour les enfants (L'Aube / La Matinée / Midi / L'Après-midi / Le Crépuscule)                                                                                            | Piano                                                                 | 1946                               |
| 277         | Méditation                                                                     | Opus americanum no 61 | Piano                                                                 | 1947                               |
| 289         | L'enfant aime                                                                  | Suite pour piano (Les Fleurs / Les Bonbons / Les Jouets / Sa mère / La Vie) | Piano                                                                 | 1948                               |
| 293         | Sonate no 2                                                                    | Alerte / Léger / Doucement / Rapide | Piano                                                                 | 1949                               |
| 302         | Jeu (Les Contemporains)                                                        | | Piano                                                                 | 1950                               |
| 315         | Le Candélabre à sept branches                                                  | Le Premier Jour de l'an / Jour de pénitence / Fête des cabanes / La Résistance des Macchabées / Fête de la reine Esther / Fête de la Pâques / Fête de la Pentecôte                       | Piano                                                                 | 1951                               |
| 326         | Accueil amical                                                                 | Suite de 17 pièces pour les enfants | Piano                                                                 | 1944-48                            |
| 331         | Hymne de glorification                                                         | | Piano                                                                 | 1953-54                            |
| 353         | La Couronne de Marguerite                                                      | Valse en forme de rondo (pour une publication collective) | Piano                                                                 | 1956                               |
| 354         | Sonatine                                                                       | Décidé / Modéré / Alerte | Piano                                                                 | 1956                               |
| 358         | Le Globe-trotter                                                               | Suite (France / Portugal / Italie / États-Unis / Mexique / Brésil) | Piano                                                                 | 1956-57                            |
| 360         | Les Charmes de la vie (Hommage à Watteau)                                      | Pastorale / L'indifférent / Plaisirs champêtres / Sérénade / Musette / Mascarade | Piano                                                                 | 1957                               |
| 433         | Six danses en trois mouvements                                                 | Tarentelle / Bourrée / Sarabande / Pavane / Gigue / Rumba | Piano                                                                 | 1969-1970                          |
| 59a         | Enfantines                                                                     | Suite (Fumée / Fête de Bordeaux / Fête de Montmartre) d'après Trois Poèmes de Jean Cocteau                                                                                               | Piano à 4 mains                                                       | 1920                               |
| 81b         | La Création du monde                                                           | transcription d'après le ballet | Piano à 4 mains                                                       | 1923                               |
| 83c         | Le Carnaval d'Aix                                                              | Fantaisie | 2 pianos                                                              | 1926                               |
| 152a        | Suite provençale                                                               | d'après la pièce Bertrand de Born | 2 pianos                                                              | 1938                               |
| 165b        | Scaramouche                                                                    | Suite (Vif / Modéré / Braziliéra) | 2 pianos                                                              | 1937                               |
| 236a        | La Libertadora                                                                 | Suite de danses pour l'opéra Bolivar | 2 pianos                                                              | 1943                               |
| 237         | Les Songes                                                                     | Suite (Scherzo / Valse / Polka) | 2 pianos                                                              | 1943                               |
| 248c        | Suite française                                                                | | Piano à 4 mains                                                       | 1944                               |
| 249         | Le Bal martiniquais                                                            | Chanson créole / Béguine | 2 pianos                                                              | 1944                               |
| 275         | Carnaval à la Nouvelle-Orléans                                                 | Mardi gras! Chic à la paille! / Domino noir de Cajun / On danse chez monsieur Degas / Les Mille Cents Coups                                                                              | 2 pianos                                                              | 1947                               |
| 284         | Paris                                                                          | Suite (Montmartre / L'île Saint-Louis / Montparnasse / Bateaux-mouches / Longchamp / La Tour Eiffel)                                                                                     | 4 pianos                                                              | 1948                               |
| 287         | Kentuckiana                                                                    | Divertissement sur 20 airs du Kentucky | 2 pianos                                                              | 1948                               |
| 433         | Six danses en trois mouvements                                                 | Tarentelle et Bourrée / Sarabande et Pavane / Gigue et Rumba | 2 pianos                                                              | 1969-70                            |
| 112         | Sonate pour orgue                                                              | Étude / Rêverie / Final | Orgue                                                                 | 1931                               |
| 229         | Pastorale                                                                      | | Orgue                                                                 | 1941                               |
| 231b        | 9 Préludes pour orgue                                                          | | Orgue                                                                 | 1942                               |
| 348         | Petite suite                                                                   | 3 mouvements | Orgue                                                                 | 1955                               |
| 366         | Segoviana                                                                      | | Guitare                                                               | 1957                               |
| 383         | Sonatine pastorale                                                             | | Violon                                                                | 1960                               |
| 437         | Sonate pour harpe                                                              | | Harpe                                                                 | 1971                               |
| 5           | Quatuor à cordes no 1                                                          | Rythmique / Intime, contenu | Quatuor à cordes                                                      | 1912                               |
| 16          | Quatuor à cordes no 2                                                          | Modérément animé / Très lent / Très vif / Souple et sans hâte / Très rythmé | Quatuor à cordes                                                      | 1914-15                            |
| 32          | Quatuor à cordes no 3                                                          | Très lent / Très lent ; poème de Léo Latil | Quatuor avec voix solo                                                | 1916                               |
| 46          | Quatuor à cordes no 4                                                          | Vif / Funèbre / Très animé | Quatuor à cordes                                                      | 1918                               |
| 64          | Quatuor à cordes no 5                                                          | Chantant / Vif et léger / Lent / Très animé | Quatuor à cordes                                                      | 1920                               |
| 77          | Quatuor à cordes no 6                                                          | Souple et animé / Très lent / Très vif et rythmé | Quatuor à cordes                                                      | 1922                               |
| 87          | Quatuor à cordes no 7                                                          | Modérément animé / Doux et sans hâte / Lent / Vif et gai | Quatuor à cordes                                                      | 1925                               |
| 121         | Quatuor à cordes no 8                                                          | Vif et souple / Lent et grave / Très animé | Quatuor à cordes                                                      | 1932                               |
| 140         | Quatuor à cordes no 9                                                          | Modéré / Animé / Très lent / Décidé | Quatuor à cordes                                                      | 1935                               |
| 218         | Quatuor à cordes no 10 « Anniversaire »                                        | Modérément animé / Vif / Lent / Très animé | Quatuor à cordes                                                      | 1940                               |
| 221         | Sonatine                                                                       | Vif / Barcarolle / Rondo | 2 violons                                                             | 1940                               |
| 221b        | Sonatine à 3                                                                   | Très modéré / Animé / Contrepoint | Violon, alto et violoncelle                                           | 1940                               |
| 226         | Sonatine                                                                       | Décidé / Lent / Fugue | Violon et alto                                                        | 1941                               |
| 232         | Quatuor à cordes no 11                                                         | Modérément animé / Vif et léger / Bien modéré / Animé | Quatuor à cordes                                                      | 1942                               |
| 252         | Quatuor à cordes no 12                                                         | Modéré, animé, modéré / Lent / Avec entrain | Quatuor à cordes                                                      | 1945                               |
| 258         | Duo                                                                            | Gai / Romance / Gigue | 2 violons                                                             | 1945                               |
| 268         | Quatuor à cordes no 13                                                         | Très décidé / Barcarolle / Mexicana | Quatuor à cordes                                                      | 1946                               |
| 274         | Trio à cordes                                                                  | Vif / Modéré / Sérénade / Canons / Jeu fugué | Violon, alto et violoncelle                                           | 1947                               |
| 291         | Octuor à cordes                                                                | Modéré / Animé / Modéré / Vif (comprend les Quatuors à cordes nos 14 et 15) | Double quatuor à cordes                                               | 1948                               |
| 291/1       | Quatuor à cordes no 14                                                         | Animé / Modéré / Vif | Quatuor à cordes                                                      | 1948                               |
| 291/2       | Quatuor à cordes no 15                                                         | Animé / Modéré / Vif | Quatuor à cordes                                                      | 1948                               |
| 303         | Quatuor à cordes no 16                                                         | Tendre / Vif / Calme et doux / Animé | Quatuor à cordes                                                      | 1950                               |
| 307         | Quatuor à cordes no 17                                                         | Rude / Tendre / Léger et cinglant / Robuste | Quatuor à cordes                                                      | 1950                               |
| 308         | Quatuor à cordes no 18                                                         | Lent et doux / Premier hymne / Deuxième hymne / Lent et doux | Quatuor à cordes                                                      | 1950                               |
| 316         | Quintette no 2                                                                 | Vif / Lent / Final | 2 violons, alto, violoncelle et contrebasse                           | 1952                               |
| 324         | Sonatine                                                                       | Animé / Modéré / Vif | Violon et violoncelle                                                 | 1953                               |
| 325         | Quintette no 3                                                                 | Animé / Modéré / Vif | 2 violons, 2 altos et violoncelle                                     | 1953-54                            |
| 350         | Quintette no 4                                                                 | Déploration sur la mort d'un ami / Souvenirs de jeunesse / Les douceurs d'une longue amitié / Hymne de louanges                                                                          | 2 violons, alto et 2 violoncelles                                     | 1956                               |
| 368         | Sextuor à cordes                                                               | Lent - Vif - Lent / Modéré / Animé | 2 violons, 2 altos et 2 violoncelles                                  | 1958                               |
| 378         | Sonatine                                                                       | Vif / Modéré / Gai | Alto et violoncelle                                                   | 1959                               |
| 408         | Septuor à cordes                                                               | Modérément animé / Étude de hasard dirigé / Modérément expressif / Alerte | 2 violons, 2 altos, 2 violoncelles et contrebasse                     | 1964                               |
| 435         | Hommage à Igor Stravinsky                                                      | | Quatuor à cordes                                                      | 1971                               |
| 442         | Études sur des thèmes liturgiques du comtat Venaissin                          | Modéré / Animé / Modéré | Quatuor à cordes                                                      | 1973                               |
| 3           | Sonate no 1                                                                    | Lent et robuste, animé / Très lent / Rythmé et joyeux | Violon et piano                                                       | 1911                               |
| 15          | Sonate                                                                         | Animé / Modéré / Très vif | 2 violons et piano                                                    | 1914                               |
| 18          | Le Printemps                                                                   | | Violon et piano                                                       | 1914                               |
| 40          | Sonate no 2                                                                    | Pastoral / Vif / Très lent / Très vif | Violon et piano                                                       | 1917                               |
| 81          | Suite de concert d'après La Création du monde                                  | Prélude / Fugue / Romance / Scherzo / Final | 2 violons, alto, violoncelle et piano                                 | 1926                               |
| 97          | Caprices de Paganini                                                           | 3 pièces | Violon et piano                                                       | 1927                               |
| 144         | Sonate no 10 en ré majeur de Baptist Anet                                      | Tanscription libre | Violon et clavecin                                                    | 1935                               |
| 157c        | Le Voyageur sans bagage                                                        | Suite arrangée (Ouverture / Divertissement / Jeu / Introduction et final) | Violon, alto et piano                                                 | 1936                               |
| 238         | Visages                                                                        | La Californienne / The Wisconsinian / La Bruxelloise / La Parisienne | Alto et piano                                                         | 1943                               |
| 240         | Sonate no 1                                                                    | Entrée / Française / Air / Final (sur des thèmes inédits et anonymes du XVIIIe siècle)                                                                                                   | Alto et piano                                                         | 1944                               |
| 244         | Sonate no 2                                                                    | Champêtre / Dramatique / Rude | Alto et piano                                                         | 1944                               |
| 251         | Élégie                                                                         | Opus americanum no 35 | Violoncelle et piano                                                  | 1945                               |
| 256         | Danses de Jacaremirim                                                          | Chorinho / Tanguinho / Sambinha | Violon et piano                                                       | 1945                               |
| 257         | Sonate                                                                         | Nerveux / Calme / Calme et vif | Violon et clavecin (ou piano)                                         | 1945                               |
| 262         | Farandoleurs                                                                   | | Violon et piano                                                       | 1946                               |
| 312         | Quintette no 1                                                                 | Avec vivacité / Avec mystère / Avec douceur / Avec emportement | 2 violons, alto, violoncelle et piano                                 | 1951                               |
| 377         | Sonate                                                                         | Animé et gai / Lent et grave / Vif et joyeux | Violoncelle et piano                                                  | 1959                               |
| 417         | Quatuor                                                                        | Modérément animé / Lent / Vif | Violon, alto, violoncelle et piano                                    | 1966                               |
| 428         | Trio pour piano et cordes                                                      | Modéré / Animé / Calme / Violent | Violon, violoncelle et piano                                          | 1968                               |
| 47          | Sonate                                                                         | Tranquille / Joyeux / Emporté / Douloureux | Flûte, hautbois, clarinette et piano                                  | 1918                               |
| 76          | Sonatine                                                                       | Tendre / Souple / Clair | Flûte et piano                                                        | 1922                               |
| 100         | Sonatine                                                                       | Très rude / Lent / Très rude | Clarinette et piano                                                   | 1927                               |
| 120c        | Suite                                                                          | Choral / Sérénade / Impromptu / Étude / Élégie | Ondes Martenot et piano                                               | 1932                               |
| 134         | Exercice musical                                                               | | Pipeau (ou flûte) avec ou sans piano                                  | 1934                               |
| 147         | Pastorale                                                                      | | Hautbois, clarinette et basson                                        | 1935                               |
| 157b        | Suite pour violon, clarinette et piano (d'après Le Voyageur sans bagage)       | Suite (Ouverture / Divertissement / Jeu / Introduction et final) | Violon, clarinette et piano                                           | 1936                               |
| 161b        | Suite d'après Michel Corrette pour Roméo et Juliette                           | Entrée et rondeau / Tambourin / Musette / Sérénade / Fanfare / Rondeau / Menuet / Le coucou                                                                                              | Hautbois, clarinette et basson                                        | 1937                               |
| 205         | La Cheminée du roi René                                                        | Suite (Cortège / Aubade / Jongleurs / La Moussinglade / Joutes sur l'Arc / Chasse à Valabre / Madrigal nocturne)                                                                         | Quintette à vent                                                      | 1939                               |
| 227b        | Esquisses                                                                      | Madrigal / Pastoral | Quintette à vent                                                      | 1941                               |
| 227         | Esquisses                                                                      | Églogue / Madrigal | Clarinette et piano                                                   | 1941                               |
| 294         | Les Rêves de Jacob                                                             | Suite de danses (L'Oreiller de Jacob / Premier Rêve / Prophétie / Deuxième Rêve / Israël)                                                                                                | Hautbois, violon, alto, violoncelle et contrebasse                    | 1949                               |
| 299b        | Divertissement                                                                 | d'après la musique du film Gauguin (Balancé / Dramatique / Joyeux) | Quintette à vent                                                      | 1958                               |
| 335a        | Caprice                                                                        | | Clarinette et piano                                                   | 1954                               |
| 335b        | Danse                                                                          | | Saxophone et piano                                                    | 1954                               |
| 335c        | Églogue                                                                        | | Flûte et piano                                                        | 1954                               |
| 337         | Sonatine                                                                       | Avec charme et vivacité / Clair et souple / Avec entrain et gaieté | Hautbois et piano                                                     | 1954                               |
| 351         | Duo concertant                                                                 | | Clarinette et piano                                                   | 1956                               |
| 400         | Fanfare                                                                        | 150 mesures pour les 150 ans de la maison Heugel | 2 trompettes et 2 trombones                                           | 1962                               |
| 416         | Élégie pour Pierre                                                             | | Alto, timbales et 2 percussionnistes                                  | 1965                               |
| 443         | Quintette pour instruments à vent                                              | Animé / Lent / Allègre | Quintette à vent                                                      | 1973                               |
| 14          | Agamemnon                                                                      | Premier volet de la trilogie Orestie | Soprano, chœur et orchestre                                           | 1913                               |
| 24          | Les Choéphores                                                                 | Deuxième volet de la trilogie Orestie | Quatuor vocal, narrateur, chœur et orchestre                          | 1915                               |
| 39          | Deux Poèmes                                                                    | Éloge (A. Saint-Léger) / Le Brick (René Chalupt) | Quatuor vocal                                                         | 1916-18                            |
| 72          | Psaume 121                                                                     | Texte de Paul Claudel | chœur d'hommes a cappella                                             | 1921                               |
| 103         | Cantate pour louer le Seigneur                                                 | Psaumes 117, 121, 123, 150 | chœur mixte, chœur d'enfants, orgue et orchestre                      | 1928                               |
| 113         | Poèmes extraits de l’Anthologie nègre                                          | La Danse des animaux / Le Chant de la mort ; texte de Blaise Cendrars | Quatuor vocal (ou chœur) et orchestre de chambre                      | 1932                               |
| 114         | Élégies romaines                                                               | Éclaire donc, gamin / Pourquoi donc, bien-aimé ; texte de Goethe | chœur de femmes                                                       | 1932                               |
| 116         | La Mort du tyran                                                               | Texte de Lampride et Diderot | chœur mixte, flûte, clarinette, tuba et percussion                    | 1932                               |
| 118         | À propos de bottes                                                             | Conte musical pour enfants ; texte de René Chalupt | Voix, chœur mixte et piano (ou violon ou violoncelle)                 | 1932                               |
| 119         | Un petit peu de musique                                                        | Jeu musical ; texte d'Armand Lunel | chœur d'enfants et piano                                              | 1932                               |
| 120b        | Adages                                                                         | 16 chansons ; texte d'André de Richaud | 4 voix et petit orchestre (ou piano)                                  | 1932                               |
| 122         | Devant sa main nue                                                             | Texte de Maurice Ravel | chœur de femmes                                                       | 1932                               |
| 130         | Pan et la Syrinx                                                               | Cantate ; texte de Pierre-Antoine-Augustin De Piis et Paul Claudel | Soprano, baryton, quatuor vocal, quatuor à vents et piano             | 1934                               |
| 132         | Les Amours de Ronsard                                                          | La Rose / La Tourterelle / L'Aubépin / Le Rossignol ; texte de Pierre de Ronsard | chœur mixte (ou quatuor vocal) et orchestre de chambre                | 1934                               |
| 133         | Un petit peu d'exercice                                                        | Jeu musical (12 pièces) | chœur d'enfants et piano                                              | 1934                               |
| 141         | La Sagesse                                                                     | Spectacle de scène ; texte de Paul Claudel | 4 voix soli, récitant, chœur mixte et orchestre                       | 1935                               |
| 155         | Cantique du Rhône                                                              | Qu'il est beau / Ah! qu'il la prenne déracinée / Et le bonheur / Il faut bien des montagnes ; texte de Paul Claudel                                                                      | Quatuor vocal ou chœur                                                | 1937                               |
| 164         | Cantate pour l'inauguration du musée de l'Homme                                | Texte de Robert Desnos | Récitant, quatuor vocal, quatuor vents, percussion et piano           | 1937                               |
| 166         | Cantate de la paix                                                             | Texte de Paul Claudel | chœur d'hommes et chœur d'enfants                                     | 1937                               |
| 169         | Main tendue à tous                                                             | Texte de Charles Vildrac | chœur mixte                                                           | 1937                               |
| 170         | Les Deux Cités                                                                 | Cantate (Babylone / Élégie / Jérusalem) ; texte de Paul Claudel | chœur mixte a cappella                                                | 1937                               |
| 194         | Chants populaires de Provence                                                  | Magali / Se canto / L'Antoni / Le Mal d'amour | chœur mixte et orchestre                                              | 1938                               |
| 201         | Incantations                                                                   | d'après les Poèmes aztèques d'A. Carpentier (Invocation du pêcheur à son filet / Invoation pour conjurer la fureur des abeilles / Invocation pour vaincre les ennemis)                   | chœur d'hommes a cappella                                             | 1939                               |
| 206         | Quatrains valaisains                                                           | Pays arrêté à mi-chemin / Rose de lumière / L'année tourne / Chemins / Beau papillon ; texte de Rainer Maria Rilke                                                                       | chœur mixte                                                           | 1939                               |
| 213         | Cantate de la guerre                                                           | Texte de Paul Claudel | chœur mixte                                                           | 1940                               |
| 239         | Bare'hou-Shema                                                                 | Texte sacré | Cantor, chœur et orgue                                                | 1944                               |
| 250         | Kaddish                                                                        | Prière pour les morts | Cantor, chœur et orgue                                                | 1944                               |
| 261         | Pledge to Mills                                                                | Chants d'étudiants de Georges Hedley (Opus americanum no 45) | chœur                                                                 | 1945                               |
| 266         | Sonnets composés au secret                                                     | 6 textes de Jean Cassou | chœur ou quatuor vocal                                                | 1946                               |
| 279         | Service sacré pour le samedi matin                                             | Texte sacré (4 parties et prières additionnelles pour le vendredi soir) | Voix solo, récitant, chœur et orchestre (ou orgue)                    | 1947                               |
| 290         | Lekha Dodi                                                                     | Texte sacré | Cantor, chœur et orgue                                                | 1948                               |
| 292         | Naissance de Vénus                                                             | Cantate ; texte de Jules Supervielle | chœur mixte a cappella                                                | 1949                               |
| 298         | Barba Garibo                                                                   | Cantate ancienne ; texte d'Armand Lunel | chœur mixte et orchestre                                              | 1949-50                            |
| 310         | Cantate des Proverbes                                                          | Textes de la Bible | chœur de femmes et petit ensemble                                     | 1951                               |
| 314         | Les Miracles de la foi                                                         | Cantate (textes de la Bible) | Solistes, chœur et orchestre                                          | 1951                               |
| 338         | Le Château de feu                                                              | Cantate ; texte de Jean Cassou | chœur mixte et orchestre                                              | 1954                               |
| 339         | Psaumes de David                                                               | Chant grégorien et polyphonie | chœur mixte                                                           | 1954                               |
| 345         | Service pour la veille du sabbat                                               | Texte sacré | chœur d'enfants et orgue                                              | 1955                               |
| 347         | Poèmes de Louise de Vilmorin                                                   | Fa-Do (fantaisie) / L'Alphabet des aveux | chœur ou quatuor vocal                                                | 1955                               |
| 357         | Le Mariage de la feuille et du cliché                                          | Texte de Gérard | Voix solo, chœur, orchestre et bande électronique                     | 1956                               |
| 369         | La Tragédie humaine                                                            | Texte de Théodore Agrippa d'Aubigné | chœur mixte et orchestre                                              | 1958                               |
| 371         | Poèmes de Jorge Guillen                                                        | 8 poèmes | chœur mixte                                                           | 1958                               |
| 381         | Cantate de la croix de charité                                                 | Texte de L. Masson | Voix solo, chœur et orchestre                                         | 1959-60                            |
| 386         | Cantate sur des textes de Chaucer                                              | | chœur et orchestre                                                    | 1960                               |
| 388         | Cantate de l'initiation                                                        | Textes liturgiques en hébreu et en français | chœur mixte et orchestre (ou orgue)                                   | 1960                               |
| 393         | Traversée                                                                      | Texte de Paul Verlaine | chœur mixte                                                           | 1961                               |
| 395         | Invocation à l'ange Raphaël                                                    | Texte de Paul Claudel | chœur de femmes et orchestre                                          | 1962                               |
| 401         | Suite de sonnets                                                               | Cantate sur des vers du XVIe siècle | Quatuor vocal et 5 instruments                                        | 1963                               |
| 402         | Caroles                                                                        | Cantate ; texte de Charles d'Orléans | chœur mixte et 4 groupes instrumentaux                                | 1963                               |
| 404         | Pacem in terris                                                                | Symphonie chorale (Encyclique de Jean XXIII) | 2 voix solo, chœur mixte et orchestre                                 | 1963                               |
| 413         | Cantate de Job                                                                 | Textes de la bible | Voix solos, chœur et orgue                                            | 1965                               |
| 438         | Promesse de Dieu                                                               | Textes de la Bible | chœur mixte                                                           | 1971-72                            |
| 439         | Les Momies d'Égypte                                                            | Comédie chorale ; texte de Régnard | chœur mixte a cappella                                                | 1973                               |
| 441         | Ani Maamin                                                                     | Cantate (« Un chant perdu et retrouvé ») ; texte d'Elie Wiesel | Soprano, 4 récitants, chœur mixte et orchestre                        | 1972                               |
| 185         | Cantate de l'enfant et la mère                                                 | Texte de Maurice Carême | Narrateur, quatuor à cordes et piano                                  | 1938                               |
| 241         | Caïn and Abel                                                                  | Pour la cantate collective Genesis Suite | Récitant et orchestre                                                 | 1944                               |
| 398         | Suite de quatrains                                                             | En 3 parties ; texte de Francis Jammes | Récitant et 7 instruments                                             | 1962                               |
| 1           | Poèmes de Francis Jammes                                                       | En 2 livres (9 et 7 mélodies) | Voix et piano                                                         | 1910-12                            |
| 2           | Poèmes de Léo Latil                                                            | 3 mélodies (manuscrits perdus) |                                                                       | 1910-16                            |
| 6           | Poèmes de Francis Jammes                                                       | 3e livre (4 mélodies) | Voix et piano                                                         | 1912                               |
| 7           | Poèmes de Paul Claudel                                                         | 7 poèmes de la connaissance de l'est | Voix et piano                                                         | 1912-13                            |
| 9           | Alissa                                                                         | Cycle de 8 chansons ; texte de André Gide | Voix et piano                                                         | 1913                               |
| 10          | Trois poèmes en prose de Lucile de Chateaubriand                               | | Voix et piano                                                         | 1910-13                            |
| 11          | Poèmes romantiques                                                             | 1re série (3 chansons) | Voix et piano                                                         | 1913-14                            |
| 19          | Poèmes romantiques                                                             | 2e série (3 chansons) | Voix et piano                                                         | 1914                               |
| 20          | Poèmes de Léo Latil                                                            | 4 chansons | Voix et piano                                                         | 1914                               |
| 21          | Le Château                                                                     | Cycle de 8 chansons ; texte de Armand Lunel | Voix et piano                                                         | 1914                               |
| 22          | Poème du Gitanjali                                                             | Textes de Rabindranath Tagore et André Gide | Voix et piano                                                         | 1914                               |
| 26          | Poèmes de Paul Claudel                                                         | 4 chansons | Voix et piano                                                         | 1915-17                            |
| 27          | D'un cahier inédit d'Eugénie de Guérin                                         | Cycle de 3 chansons | Voix et piano                                                         | 1915                               |
| 28          | L'Arbre exotique                                                               | Romance ; texte de Chevalier Gosse | Voix et piano                                                         | 1915                               |
| 30          | Poèmes d'amour                                                                 | 2 chansons ; texte de Rabindranath Tagore | Voix et piano                                                         | 1915                               |
| 31          | Poèmes de Coventry Patmore                                                     | 2 chansons | Voix et piano                                                         | 1915                               |
| 33          | Désespoir                                                                      | Texte de Armand Lunel | Voix et piano                                                         | 1909                               |
| 34          | Poèmes juifs                                                                   | 8 chansons (textes anonymes) | Voix et piano                                                         | 1916                               |
| 36          | Child-Poems                                                                    | 5 chansons ; texte de Rabindranath Tagore | Voix et piano                                                         | 1916                               |
| 37          | Poèmes                                                                         | Trois mélodies | Voix et piano (ou orchestre de chambre)                               | 1916                               |
| 44          | Chansons bas                                                                   | Cycle de 8 chansons de Stéphane Mallarmé | Voix et piano                                                         | 1917                               |
| 44b         | Verso Carioca (pour faire suite aux Chansons bas)                              | Texte de Paul Claudel | Voix et piano                                                         | 1917                               |
| 45          | Poèmes d'Arthur Rimbaud                                                        | Marine / Aube | Voix et piano                                                         | 1917                               |
| 47          | À la Toussaint                                                                 | Texte de la Baronne de Grand-Maison (manuscrit perdu) | Voix et piano                                                         | 1911                               |
| 50          | Poèmes de Francis Jammes                                                       | 4e livre (4 mélodies) | Voix et piano                                                         | 1918                               |
| 51          | Petits Airs                                                                    | 2 mélodies ; texte de Stéphane Mallarmé | Voix et piano                                                         | 1918                               |
| 54          | Poèmes de Francis Thompson                                                     | Manuscrits perdus | Voix et piano                                                         | 1919                               |
| 55          | Les Soirées de Petrograd                                                       | Chansons en 2 volumes (6 + 6) ; texte de R. Chaput | Voix et piano                                                         | 1919                               |
| 59          | Trois Poèmes de Jean Cocteau                                                   | | Voix et piano                                                         | 1920                               |
| 65          | Feuilles de température                                                        | 3 chansons ; texte de Paul Morand | Voix et piano                                                         | 1920                               |
| 73          | Poème du journal intime de Léo Latil                                           | | Baryton et piano                                                      | 1921                               |
| 86          | Chants populaires hébraïques                                                   | Cycle de 6 chansons (textes populaires) | Voix et piano (ou orchestre)                                          | 1925                               |
| 88          | Hymnes                                                                         | Albert Cohen | Voix et piano (ou orchestre)                                          | 1925                               |
| 90          | Pièce de circonstance                                                          | Texte de Jean Cocteau | Voix et piano                                                         | 1926                               |
| 91          | Impromptu                                                                      | Texte de Jean Cocteau (manuscrit perdu) | Voix et piano                                                         | 1926                               |
| 96          | Prières journalières à l'usage des juifs du Comtat Venaissin                   | 3 chansons (textes sacrés) | Voix et piano                                                         | 1927                               |
| 105         | Vocalise                                                                       | | Voix et piano                                                         | 1928                               |
| 106         | Quatrain à Albert Roussel                                                      | Texte de Francis Jammes | Voix et piano                                                         | 1929                               |
| Sans opus   | A Flower Given to My Child                                                     | Texte de James Joyce | Voix et piano                                                         | 1930                               |
| 123         | Le Funeste retour                                                              | Chanson de marin sur un texte canadien du XVIIe siècle | Voix et piano                                                         | 1933                               |
| 125         | Liturgie comtandine                                                            | 5 chants de Rosch Haschanah (textes sacrés) | Voix et piano (ou orchestre de chambre)                               |                                    |
| 128d        | Chansons de Madame Bovary                                                      | Chanson de l'aveugle / Chanson du printemps ; texte de Gustave Flaubert |                                                                       | 1933                               |
| 142         | Le Cygne                                                                       | Chansons ; texte de Paul Claudel (2 versions) | Voix et piano                                                         | 1935                               |
| 143         | Quatrain                                                                       | Texte de Albert Flament | Voix et piano                                                         | 1935                               |
| 151b        | Chansons de théâtre                                                            | Cycle de 6 chansons | Voix et piano                                                         | 1936                               |
| 152b        | Chansons de troubadour                                                         | Cycle de 3 chansons pour la pièce Bertrand de Born | Voix et piano                                                         | 1936                               |
| 167         | Chansons de Charles Vildrac                                                    | 5 chansons | Voix et piano (ou orchestre de chambre)                               | 1937                               |
| 178         | Rondeau                                                                        | Texte de Pierre Corneille | Voix et piano                                                         | 1937                               |
| 179         | Airs populaires palestiniens                                                   | Textes populaires recueillis par Holem Tsaudi / Gam Hayom |                                                                       | 1937                               |
| 180         | Quatrain                                                                       | Texte de Stéphane Mallarmé | Voix et piano                                                         | 1937                               |
| 195         | Récréation                                                                     | 4 chansons d'enfants ; texte de J. Krieger | Voix et piano                                                         | 1938                               |
| 216         | Le Voyage d'été                                                                | Suite de 15 chansons ; texte de C. Paliard | Voix et piano                                                         | 1940                               |
| 233         | Rêves                                                                          | 6 mélodies (textes anonymes du XXe siècle) |                                                                       | 1942                               |
| 246         | La Libération des Antilles                                                     | Cycle de 2 chansons ; textes populaires en créole | Voix et piano                                                         | 1944                               |
| 253         | Printemps lointain                                                             | Texte de Francis Jammes | Voix et piano                                                         | 1945                               |
| 265         | Chants de misère                                                               | 4 chansons ; texte de C. Paliard | Voix et piano                                                         | 1946                               |
| 276         | Poèmes                                                                         | Texte de Jules Supervielle | Voix et piano                                                         | 1947                               |
| 296         | Ballade-Nocturne                                                               | Texte de Louise de Vilmorin | Voix et piano                                                         | 1949                               |
| 305         | Les Temps faciles                                                              | Texte de Marsan | Voix et piano                                                         | 1950                               |
| 319         | Petites Légendes                                                               | Cycle de 12 chansons en 2 volumes (6 + 6) ; texte de Maurice Carême | Voix et piano                                                         | 1952                               |
| Sans opus   | Le Chat                                                                        | Texte de Jean Cocteau (cadeau d'anniversaire pour Marya Freund) | Voix et piano                                                         | 1956                               |
| 355         | Tristesses                                                                     | Cycle de 24 chansons ; texte de Francis Jammes | Voix et piano                                                         | 1956                               |
| 403         | Préparatif à la mort et allégorie maritime                                     | Texte de Agrippa d'Aubigné | Voix et piano                                                         | 1963                               |
| 409         | L'amour chante                                                                 | 9 chansons | Voix et piano                                                         | 1964                               |
| 29          | Cantique de Notre-Dame de Sarrance                                             | Hymne ; texte de Francis Jammes | Voix solo                                                             | 1915                               |
| 35          | Poèmes du Gardener                                                             | Ne gardez pas (Rabindranath Tagore) / Ayez pitié de votre serviteur (E. Sainte-Marie-Perrin)                                                                                             | 2 voix et piano                                                       | 1916-17                            |
| 38          | L'Église habillée de feuilles                                                  | Texte de Francis Jammes (poème no 34) | Quatuor vocal et piano à 6 mains                                      | 1916                               |
| 42          | Le Retour de l'enfant prodigue                                                 | Cantate ; texte de André Gide | 5 voix et 21 instruments (ou 2 pianos)                                | 1917                               |
| Sans opus   | Poèmes tupis                                                                   | Textes indiens (manuscrits perdus) | 4 voix de femmes et claquements de mains                              | 1918                               |
| 53          | Psaumes 136 et 129                                                             | Paul Claudel | Baryton et orchestre                                                  | 1918-19                            |
| 56          | Machines agricoles                                                             | Cycle de 6 chansons pastorales (paroles extraites d'un catalogue) | Voix et 7 instruments                                                 | 1919                               |
| 60          | Catalogue de fleurs                                                            | Cycle de 7 chansons ; texte de Lucien Daudet | Voix et 7 instruments (ou piano)                                      | 1920                               |
| 68          | Caramel mou                                                                    | Shimmy ; texte de Jean Cocteau | Voix (ou saxophone) et 5 instruments (jazz band)                      | 1920                               |
| 69          | Cocktail                                                                       | texte de Larsen | Voix solo / narrateur et 3 clarinettes                                | 1920                               |
| 80          | Poèmes de Catulle                                                              | 4 chansons | Voix et violon                                                        | 1923                               |
| 82          | Une éducation manquée                                                          | Récitatifs additionnels pour l'opérette d'Emmanuel Chabrier | Voix et orchestre                                                     | 1923                               |
| 148b        | Trois chansons de négresse                                                     | Texte de Jules Supervielle | Voix et orchestre de chambre (ou piano)                               | 1935-36                            |
| 159         | Fête de la musique (Ballet céleste)                                            | Spectacle (en partie perdu) ; texte de Paul Claudel | 4 voix, piano et orchestre                                            | 1937                               |
| 168         | Cantate nuptiale                                                               | D'après le Cantique des cantiques | Voix et orchestre                                                     | 1937                               |
| 183         | Prends cette rose                                                              | poème de Ronsard | 2 voix et orchestre (ou piano)                                        | 1937                               |
| 189         | Les Quatre Éléments                                                            | Cantate ; texte de Robert Desnos | Soprano, ténor et orchestre (ou piano)                                | 1938                               |
| 199         | Trois Élégies                                                                  | Texte de Francis Jammes | 2 voix solistes et orchestre à cordes (ou piano)                      | 1939                               |
| 211         | La Couronne de gloire                                                          | Cantate ; texte de Salomon ibn Gabirol et Armand Lunel | Voix et ensemble de chambre (ou piano)                                | 1940                               |
| 214         | Sornettes                                                                      | Textes populaires provençaux, traduits par Frédéric Mistral | 2 voix d'enfants                                                      | 1940                               |
| 217         | Cours de solfège, Papillon, Papillonette                                       | Henri Fluchère | Voix d'enfants et piano                                               | 1940                               |
| 223         | Chansons de Ronsard                                                            | 4 chansons | Voix et orchestre (ou piano)                                          | 1941                               |
| 231c        | Prières                                                                        | 5 mélodies (textes liturgiques latins) | Voix et orgue (ou piano)                                              | 1942                               |
| 243         | Vézélay, la colline inspirée                                                   | Texte de Maurice Druon | Voix et ensemble                                                      | 1967                               |
| 352         | Fontaines et Sources                                                           | 6 chansons ; texte de Francis Jammes | Voix et orchestre (ou piano)                                          | 1956                               |
| 359         | Écoutez mes enfants                                                            | | Voix et orgue                                                         | 1957                               |
| 391         | Neige sur le fleuve                                                            | Poème chinois de Tsang Yung | Voix et ensemble                                                      | 1961                               |
| 410         | Adieu                                                                          | Cantate ; texte de Arthur Rimbaud | Voix, flûte, alto et harpe                                            | 1964                               |
| 421         | Hommage à Comenius                                                             | Cantate pour le 20e anniversaire de l'Unesco | 2 voix solo et orchestre                                              | 1966                               |
| 425         | Cantate de Psaumes                                                             | Texte de Paul Claudel d'après les psaumes 129, 146, 147, 128, 127 et 136 | Baryton et orchestre                                                  | 1967                               |